# جانيس كوبين
جانيس كوبين هو لاعب كرة قدم بلجيكي في مركز الهجوم، ولد في 11 مايو 1988 في بلجيكا. شارك مع منتخب بلجيكا تحت 21 سنة لكرة القدم. أما مع النوادي، فقد لعب مع زولته فاريجيم ونادي مونز.

## وصلات خارجية
- جانيس كوبين على موقع الاتحاد البلجيكي (الإنجليزية)
- جانيس كوبين على موقع قاعدة بيانات كرة القدم.إي يو (الإنجليزية)
- جانيس كوبين على موقع Soccerway.com (الإنجليزية)